# Hiller lock

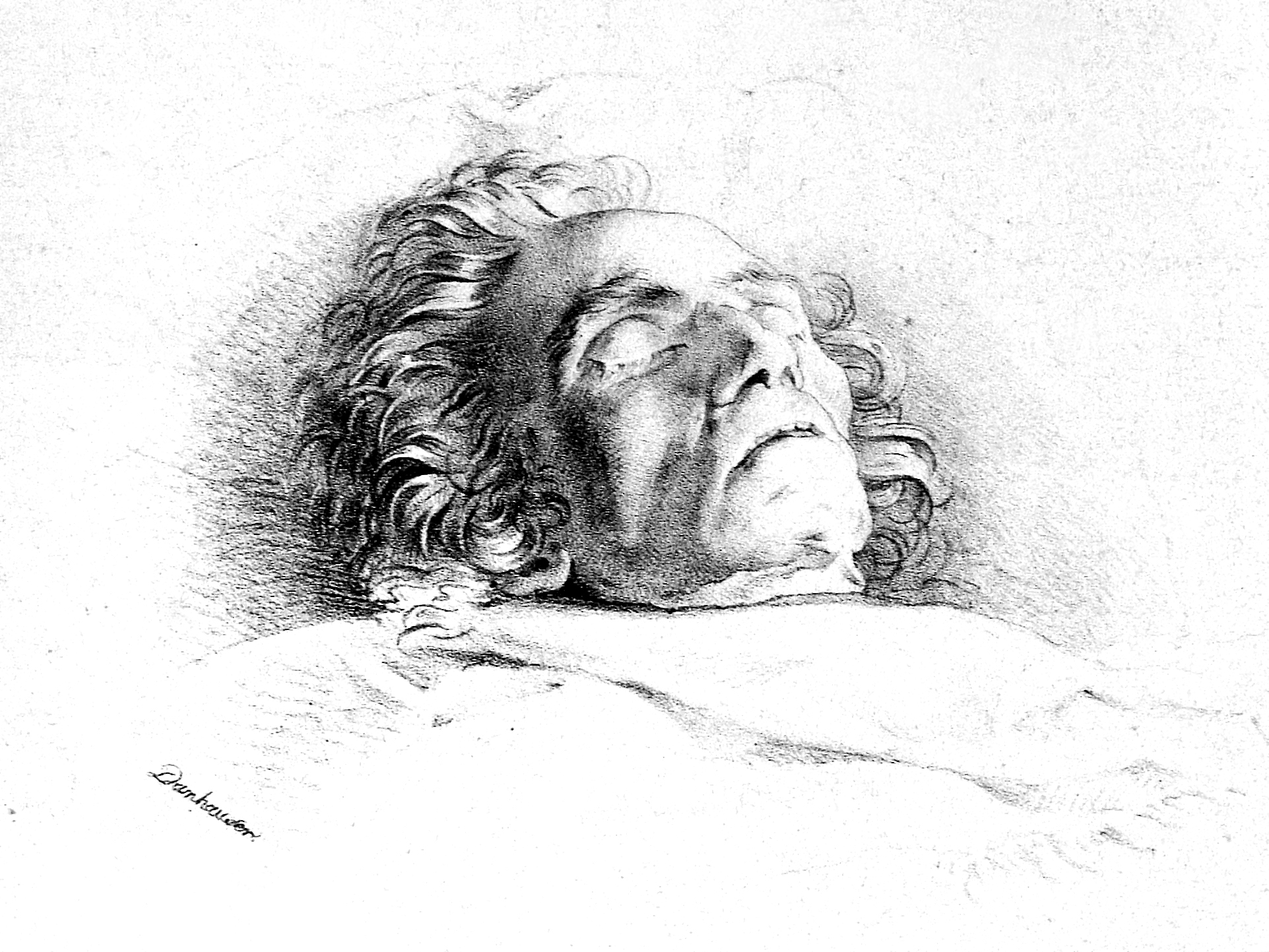
Ludwig van Beethoven op zijn sterfbed

De Hiller lock (Engels voor Hiller-haarlok) is een vermeende haarlok van de componist Ludwig van Beethoven.
De haarlok werd naar verluidt door Ferdinand Hiller, de latere componist maar toen nog een tiener, afgesneden op 27 maart 1827 op het sterfbed van Beethoven. De haarlok bleef daarna bewaard in een kader achter glas binnen de familie Hiller. In 1994 werd de haarlok aangekocht door vier leden van de American Beethoven Society op een veiling van Sotheby's in Londen en vervolgens geschonken aan de Ira F. Brilliant Center for Beethoven Studies.
In 2000 bracht Russell Martin in zijn boek Beethoven's Hair de hypothese naar voor dat Beethoven leed aan loodvergiftiging. Hij had in de Hiller lock sterk verhoogde loodconcentraties aangetroffen die de hardnekkige maag- en darmklachten waaraan Beethoven leed zouden verklaren. Dit onderzoek vormde ook het onderwerp van een documentaire uit 2005 met dezelfde naam als het boek.
In maart 2023 werden de resultaten van een internationaal onderzoek gepubliceerd, waaronder genetici aan de KU Leuven onder leiding van professor Maarten Larmuseau. Bij dit onderzoek waren acht haarlokken genetisch geanalyseerd die afkomstig zouden zijn van Beethoven en die door fans of familie zouden zijn afgeknipt. Hierbij werd ook de Hiller lock opnieuw onderzocht. Vijf haarlokken bleken afkomstig van eenzelfde persoon, een lok leverde geen resultaat op en twee haarlokken bleken afkomstig van andere personen. Hieronder was de Hiller lock. Het DNA van de Hiller lock bleek afkomst van een vrouw van Asjkenazisch Joodse afkomst.
Hiermee was de kous voor sommige onderzoekers nog niet af. De Oostenrijkse onderzoeker Christian Reiter poneerde de stelling dat het zou kunnen gaan om 'vervuild DNA' of 'transfer-DNA' op een authentieke haarlok van Beethoven. Ferdinand Hiller was van Joodse afkomst en zijn moeder zou volgens Reiter kunnen geholpen hebben bij het hanteren van de haarlok om deze te bewaren. Deze stelling van 'transfer-DNA' is uitgesloten op basis van de gebruikte oudDNA-methode die op de haren is uitgevoerd.